# Atom Miraiha No.9
Atom Miraiha No.9 (アトム 未来派 No.9) é o vigésimo álbum de estúdio da banda japonesa de rock Buck-Tick, lançado em 28 de setembro de 2016 pela gravadora da banda Lingua Sounda, subdivisão da gravadora Victor Entertainment. Teve a participação de músicos como Cube Juice e Yow-Row.

## Recepção
Alcançou a quinta posição nas paradas da Oricon Albums Chart.

## Turnê
"Tour Atom Miraiha No.9" foi a turnê de lançamento do álbum com 28 shows pelo Japão. Começou no Yokosuka Arts Theatre em Kanagawa em 8 de outubro de 2016 e terminou em 29 de dezembro no Nippon Budokan em Tóquio.

## Faixas
| N.º            | Título                                                             | Duração |  |
| 1.             | "cum uh sol nu -Flask no Besshu-" (cum uh sol nu -フラスコの別種-) | 3:53    |  |
| 2.             | "Pinoa Icchio -Odoru Atom-" (PINOA ICCHIO -躍るアトム-)            | 2:30    |  |
| 3.             | "Devil's Wings"                                                    | 4:43    |  |
| 4.             | "El Dorado"                                                        | 3:58    |  |
| 5.             | "Bi Neo Universe" (美 NEO Universe)                                | 4:32    |  |
| 6.             | "Boy Septem Peccata Mortalia"                                      | 4:21    |  |
| 7.             | "Jukai" (樹海)                                                     | 3:46    |  |
| 8.             | "The Seaside Story"                                                | 3:27    |  |
| 9.             | "Future Song -Mirai ga Tōru-" (FUTURE SONG -未来が通る-)           | 3:57    |  |
| 10.            | "Manjusaka" (曼珠沙華)                                             | 5:12    |  |
| 11.            | "Cuba Libre"                                                       | 4:34    |  |
| 12.            | "Ai no Sōretsu" (愛の葬列)                                         | 6:51    |  |
| 13.            | "New World -Beginning-"                                            | 4:45    |  |
| Duração total: | Duração total:                                                     | 56:34   |  |

## Ficha técnica

### Buck-Tick
- Atsushi Sakurai - vocal
- Hisashi Imai - guitarra solo, vocais de apoio
- Hidehiko "Hide" Hoshino - guitarra rítmica
- Yutaka "U-ta" Higuchi - baixo
- Toll Yagami - bateria